# Saint-Mars-de-Locquenay
Saint-Mars-de-Locquenay é uma comuna francesa na região administrativa do País do Loire, no departamento de Sarthe. Estende-se por uma área de 21.74 km². Em 2010 a comuna tinha 584 habitantes (densidade: 26,9 hab./km²).